# Джябжа
«Джябжа» — советский рисованный мультипликационный фильм, снятый на киностудии Ленфильм в 1938 году по мотивам нанайской сказки. Режиссёрский дебют Мстислава Пащенко.
Фильм находится в общественном достоянии. Цветной вариант был восстановлен в 2013 году.

## Создатели
| режиссёр             | Мстислав Пащенко    |
| сценарист            | Мстислав Пащенко    |
| художник-постановщик | Н. Верещагина       |
| художник             | В. Соколов          |
| композитор           | Николай Стрельников |
| звукорежиссёр        | Павел Краморов      |

## Технические данные
Цветной (позитив — трёхцветный гидротип), звуковой (моно).

## Сюжет
По мотивам нанайской сказки.
На берегу большой реки в домике жила злая старуха Джябжа. С ней жили Девочка, Собачка и Лягушка. Девочка с собачкой и лягушкой заготавливали дрова и выполняли всю работу по дому. Вечером, когда Джябжа ушла в лес, девочка и её друзья варили для неё ужин.
В это время в дом проник Медведь. Девочка с друзьями спрятались от него. Медведь съел и унёс с собой ужин, приготовленный для Джябжи. Когда Джябжа вернулась домой, она разъярилась из-за отсутствия ужина. Старуха погналась с палкой в руке за девочкой, собачкой и лягушкой. Но те взобрались на очень высокое дерево и оттуда прыгнули на Луну. Джябжа тоже пыталась залезть на дерево, но сорвалась и повисла на суку.
Финальные титры гласят: «А девочка, собачка и лягушка с тех пор на Луне и живут. Всегда их там видно».

## О мультфильме
Зрители и пресса были единодушны в положительной оценке фильма. Известный советский историк кино C.С. Гинзбург в книге «Рисованный и кукольный фильм» (1957) отмечал, что «фильм „Джябжа“ был по заслугам оценён зрителями и критикой как один из лучших советских мультипликационных фильмов 30-х годов», «в нём с любовью и тёплым юмором были переданы характеры рисованных героев, он отличался исключительной тщательностью всей режиссёрской стороны фильма, точностью движения и мимических характеристик, продуманностью цветового решения». Киновед утверждал: «Ни в одном из предвоенных мультипликационных фильмов цвет не был использован так хорошо и полно, как в „Джябже“».
«„Джябжа“ отличалась интересным цветовым решением и изысканностью рисунка», — написано в «Истории советского кино» (1973).
Знаменитый режиссёр-мультипликатор И. П. Иванов-Вано писал, что фильм поражал, «как гром среди ясного неба», его персонажи были «яркими, сочными, самобытными» «и то же время они выразительно двигались, играли». По его словам, «и злая старуха и милая добрая девочка впечатляли своей образностью».
Киновед С. В. Асенин относил фильм к числу лучших детских картин своего времени: «Одной из лучших детских картин этого времени, созданных мастерами мультипликационного цеха студии „Ленфильм“, была „Джябжа“ (1939), первая самостоятельная работа талантливого режиссёра Мстислава Пащенко, в которой нанайская сказка получила яркое по национальному колориту, выразительное по цвету и характеристикам персонажей решение». Он также отмечал, что Мстислав Пащенко создал «оригинальный по рисунку фильм „Джябжа“, показав блестящий пример использования в мультипликации разработки и стилизации самобытного национального фольклора народов Севера».
В первом режиссёрском произведении Пащенко историк кино Н.А Изволов увидел «определённые черты влияния графики Цехановского». При этом он отмечал в фильме «уход от бытовых деталей и стилизаторства в сторону психологической точности детского поведения».
Кинокритик Л. Л. Малюкова в предисловии «Энциклопедии отечественной мультипликации» (2006) и своей книге «СВЕРХ/КИНО» (2013) оценивала мультфильм как «жемчужину довоенной мультипликационной классики»: «„Джябжа“ — это лирика высшей пробы, безупречный мультипликат, национальный колорит и „суровый“ лаконичный стиль, обращённые не к этнографии, но к самому духу севера. Изысканное цветовое решение поражает и поныне».